# Richard Blasius
Richard Blasius (* 19. Februar 1885 in Reichenau in Sachsen; † 8. Juni 1968 in Rathmannsdorf) war ein deutscher Schriftsteller.

## Leben
Blasius besuchte das Lehrerseminar und arbeitete als Lehrer erst in Kamenz, ab 1908 in Rathmannsdorf. 1905 erschienen seine ersten Veröffentlichungen. Eine schwere Kriegsverletzung machte es ihm unmöglich, seinen Lehrerberuf wieder voll aufzunehmen.
In den 1920er Jahren wandte er sich ganz der Schriftstellerei zu. Sein Erstlingswerk war der Kriminalroman Bob Wests Probestück. Bekannt wurde Blasius durch eine Serie exotischer Abenteuerromane, die stark von Karl Mays Orientromanen beeinflusst sind. Von 1929 bis 1939 erschienen dreizehn Folgen der Serie Dolf Karstens Reiseabenteuer, deren Held Dolf Karsten deutliche Züge Kara Ben Nemsis aufweist.
Unter dem Pseudonym Karl Richard verfasste er neben Abenteuerbüchern auch die Romanheftserie Frank Faber’s Abenteuer, ab Heft 53 als Fred Faber’s Abenteuer. Der Held Frank Faber, zunächst Amerikaner, dann aus politischen Gründen Deutschamerikaner, durchzieht in Begleitung eines Helfers weite Teile Asiens, Afrikas und Amerikas.
Außer Abenteuerromanen verfasste Blasius auch Theaterstücke, meist Schwänke, heitere Romane und Erzählungen sowie Hörspiele. Als Bearbeiter beschäftigte er sich unter anderem mit Werken von Friedrich J. Pajeken und Franz Treller.

## Werke (Auswahl)
- Das Geheimnis des Kâf. G. Weise, Stuttgart 1929.
- Der Gefangene der Schilluk. G. Weise, Stuttgart 1929.
- Hetzjagd durch Kleinasien (1930)
- Stambul in Flammen (1930)
- Der Reiter im Hexenkessel (1931)

## Links
- Schriftsteller im Rundfunk

| Personendaten    | Personendaten             |
| ---------------- | ------------------------- |
| NAME             | Blasius, Richard          |
| ALTERNATIVNAMEN  | Richard, Karl (Pseudonym) |
| KURZBESCHREIBUNG | deutscher Schriftsteller  |
| GEBURTSDATUM     | 19. Februar 1885          |
| GEBURTSORT       | Reichenau in Sachsen      |
| STERBEDATUM      | 8. Juni 1968              |
| STERBEORT        | Rathmannsdorf             |